# Torre Zonqor
La Torre Zonqor (en maltés: Torri taż-Żonqor), originalmente conocida como Torre di Zoncol, era una pequeña torre de vigilancia situada cerca de Zonqor Point, dentro de los límites de Marsaskala, Malta. 

## Historia
Fue construido en 1659, durante el mandato del Gran Maestre Martín de Redín, y es considerada como la undécima de las torres de Redín, cerca del sitio de un puesto de vigilancia medieval. La torre ordenaba la entrada a la bahía de Marsaskala junto con la Torre de Santo Tomás.

## Actualmente
Fue demolido por el ejército británico en 1915 para despejar la línea de fuego de las fortificaciones modernas.
Un fortín de la Segunda Guerra Mundial ahora se encuentra en el sitio de la Torre Zonqor. 